# Palazzo Pignano
Palazzo Pignano – miejscowość i gmina we Włoszech, w regionie Lombardia, w prowincji Cremona.
Według danych na rok 2004 gminę zamieszkiwało 3590 osób, 448,8 os./km².